# Leopold Wahlstedt
Leopold Wahlstedt, né le 4 juillet 1999 à Stockholm en Suède, est un footballeur suédois qui joue au poste de gardien de but à l'AGF Aarhus.

## Biographie

### En club
Né à Stockholm en Suède, Leopold Wahlstedt commence sa carrière au Dalkurd FF. Il joue son premier match en équipe première le 21 août 2018, lors d'une rencontre de coupe de Suède contre Karlbergs BK (en). Il est titulaire et son équipe l'emporte par deux buts à un.
Le 18 janvier 2019 il quitte le Dalkurd FF afin de rejoindre la Norvège et l'Arendal Fotball (en), qui évolue alors en troisième division norvégienne.
Il joue son premier match pour l'Arendal Fotball le 1er mai 2019, lors d'une rencontre de coupe de Norvège face au Vindbjart FK (en). Titularisé, il n'encaisse aucun but et son équipe s'impose (0-3 score final).
Le 24 novembre 2020, est annoncé le transfert de Leopold  Wahlstedt à l'Odds BK, qu'il rejoint officiellement au 1er janvier 2021. Il découvre avec ce club l'Eliteserien, l'élite du football norvégien. Il joue son premier match dans cette compétition le 12 septembre 2021 face au FK Bodø/Glimt. Il est titularisé ce jour-là et les deux équipes se neutralisent (1-1 score final).
Ses prestations en club attirent plusieurs clubs européens à l'été 2022, comme le Villarreal CF ou encore le Beşiktaş JK.
Le 8 août 2023, Leopold Wahlstedt quitte le Odds BK afin de s'engager en faveur de Blackburn Rovers. Il signe un contrat de trois ans, soit jusqu'en juin 2026.
Le 3 juillet 2024, Leopold Wahlstedt prend la direction du Danemark pour s'engager avec l'AGF Aarhus. Il signe un contrat de cinq ans, soit jusqu'en juin 2029 et vient pour une place de titulaire,.

### En sélection
Leopold Wahlstedt est convoqué pour la première fois avec l'équipe nationale de Suède en septembre 2022, par le sélectionneur Janne Andersson,.
Il honore finalement sa première sélection avec la Suède le 9 janvier 2023, lors d'un match amical contre la Finlande. Il est titularisé et son équipe s'impose par deux buts à zéro.